# Jon Gunn
Jon Gunn (ur. 30 czerwca 1973) – amerykański producent i reżyser filmowy. Absolwent Ithaca College w Ithace.

## Filmografia (wybór)[potrzebnyprzypis]
- 2000: Ostatni skok (Mercy Streets) – reżyseria, producent, scenariusz, montaż
- 2003: Randka z gwiazdą (My Date with Drew) – reżyseria, producent, montaż
- 2009: Like Dandelion Dust – reżyseria
- 2015: Czy naprawdę wierzysz? (Do You Believe?) – reżyseria